# Districtul Pannonhalma
Pannonhalma (în maghiară Pannonhalmi járás) este un district în județul Győr-Moson-Sopron, Ungaria.
Districtul are o suprafață de 312,35 km2 și o populație de 15.522 locuitori (2013).

## Localități
- Bakonygyirót
- Bakonypéterd
- Bakonyszentlászló
- Écs
- Fenyőfő
- Győrasszonyfa
- Lázi
- Nyalka
- Pannonhalma
- Pázmándfalu
- Ravazd
- Románd
- Sikátor
- Tarjánpuszta
- Táp
- Tápszentmiklós
- Veszprémvarsány